# 熙宗 (高麗王)
熙宗（きそう、1181年6月21日 - 1237年8月31日）は第21代高麗王（在位：1204年 - 1211年）。姓は王、諱は韺、初名は淵、悳、諡号は仁穆誠孝大王。神宗と靖和太后金氏の長子。妃は寧仁侯王稹の娘、成平王后任氏。娘に高宗妃安恵王后、元宗妃慶昌宮主柳氏を生んだ嘉順宮主など。

## 略年表
- 1181年 神宗の第1子として生まれる。
- 1196年 崔忠献政権が成立（武臣一族・李氏を滅ぼして政権を牛耳る）→1219年に崔忠献は死去するが、1258年まで4代62年の長きにわたって続く。
- 1197年 明宗を廃位、神宗を王位につける。
- 1198年 開京で私奴、万積らの反乱。
- 1198年 溟州（江陵）、東京（慶州）、陜州など各地で反乱。
- 1204年 熙宗即位。
- 1205年 崔忠献を晋康郡開国侯に封じる。
- 1211年 崔忠献より政権を王濬明らと奪回しようと計画するも、発覚し廃位される。江華から紫燕島（現・永宗島：月尾島から西北に2.5キロ）に流される。
- 1215年 喬洞に移される。
- 1219年 開京に迎えられる。娘の徳昌宮主と崔忠献の子の崔珹が結婚する。
- 1227年 復位の企てがあるとして、崔瑀により追放される。
- 1237年 龍遊島の法天精舍にて死去。江都に埋葬された。

## 家族
- 成平王后任氏
  - 昌原公 王祉
  - 始寧侯 王禕
  - 慶原公 王祚
  - 円静国師 王鏡智
  - 冲明国師 王覚膺
  - 安恵王后 - 高宗妃
  - 永昌宮主
  - 徳昌宮主
  - 嘉順宮主 - 元宗妃慶昌宮主柳氏を生む。